# Mesauletobius pubescens
Mesauletobius pubescens là một loài bọ cánh cứng trong họ Rhynchitidae. Loài này được Kiesenwetter miêu tả khoa học năm 1851.